# Golf Duinzicht
De golfbaan Golf Duinzicht is gesticht in 1984 en ligt zowel in Den Haag als Wassenaar (2 holes in Den Haag - 7 holes, clubhuis en oefenfaciliteiten in Wassenaar). Tot 2021 werd de baan bespeeld door deelnemers aan de Stichting Golf Duinzicht. In 2021 is die stichting omgezet in de Vereniging Golf Duinzicht. De club telt (begin 2022) 600 leden. De pro's Neil Moran en Chris Setford. 

## Geschiedenis
In 1984 was de opmars van de golfsport begonnen, maar er waren nog geen 35 golfbanen in Nederland. De toenmalige Haagse wethouder van Sportzaken Piet Vink legde bij hockeyvereniging HDM het plan neer om hun hockeyvelden en omringende velden multifunctioneel te gaan gebruiken. De Stichting Golf Duinzicht werd opgericht en 9 golfholes werden aangelegd. De par was 27. De afslagplaatsen en de greens lagen naast de hockeyvelden en de holes liepen dwars over de hockeyvelden heen. 
Het terrein van de golf is later geheel afgescheiden van het complex van HDM, het terrein is uitgebreid op de Amonsvlakte en in 2018 op Landgoed Duyngheest te Wassenaar, waarbij een nieuw clubhuis is betrokken en ook twee nieuwe holes, nieuwe oefenfaciliteiten en 3 mini-holes in gebruik zijn genomen.
De baan heeft de C-status en heeft een officiële EGA Course Rating, zodat ook qualifyingkaarten kunnen worden gespeeld.

## Toernooien

### Duinzicht Invitational
Jaarlijks wordt de Duinzicht Invitational gespeeld. Het toernooi bestaat onofficieel sinds 1996 en is opgezet door de toenmalige clubpro Vince Kelly. Er werd toen om een trofee gespeeld met de naam Dying Fly. In 2003 werd het een serieus toernooi. De opzet van het toernooi is dat de 54 professionals vanaf 12:00 uur eerst een ronde van 18 holes spelen. Vanaf 17:00 uur spelen vervolgens de negen beste spelers nog eens 9 holes om de uiteindelijke eindstand te bepalen. De dag voor het toernooi wordt een Pro-Am gespeeld.

#### Winnaars
- 2003: Garry Jack
- 2004: John Woof
- 2005: Arnoud Krijt (amateur)
- 2006: Meindert Jan Boekel
- 2007: Chris Setford

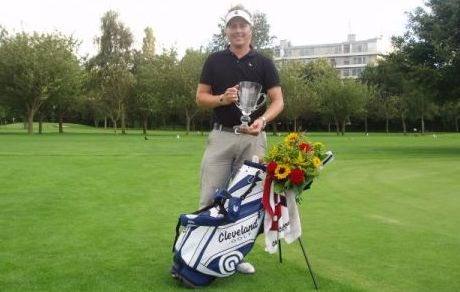
Mark Reynolds, winnaar 2009, 2010 en 2019

- 2008: Ralph Miller na play-off tegen Garry Jack
- 2009: Mark Reynolds
- 2010: Mark Reynolds
- 2011: Wouter de Vries
- 2012: Inder van Weerelt
- 2013: Inder van Weerelt met een -6 over de laatste Super Nine
- 2014: Joes van Uden
- 2015: Garry Jack
- 2016: Darius van Driel
- 2017: Richard Kind
- 2018: Darius van Driel
- 2019: Mark Reynolds na play-off tegen Dylan Boshart
- 2020: afgelast vanwege Corona
- 2021: afgelast vanwege Corona
- 2022: Dylan Boshart
- 2023: Mark Reynolds
- 2024: Thijmen Batens